# Invasão celta dos Bálcãs

Etnogénese e migrações dos Volcas

Migração celta à Grécia e Ásia Menor no século III a.C.

A invasão celta dos Bálcãs ou invasão celta dos Bálcãs se refere à invasão da Grécia Antiga e dos territórios adjacentes pelos gauleses, durante o século III a.C.

## Antecedentes
Pausânias descreveu a terra de origem dos gauleses como a mais remota da Europa, banhada por um grande mar que não era navegável nas suas extremidades, com criaturas diferentes das criaturas dos outros mares. Pela terra dos gauleses corria o rio Erídano, em cujas margens as filhas de Hélio lamentavam o destino de seu irmão Faetonte.
O nome de gauleses foi dado mais tarde, porque eles eram conhecidos por Celtas entre si e pelos outros.

## Início da invasão
Um exército de gauleses avançou na direção do mar Jônico, expulsou os ilírios, que habitavam próximo da Macedônia, e atacou a Tessália. Os gregos, enfraquecidos depois das derrotas diante de Filipe II, Alexandre, Antípatro e Cassandro, não estavam em condições de opor resistência.

## A batalha das Termópilas (279 a.C.)
Em 279 a.C., uma coalizão grega, composta de beócios, fócios, lócrios, megareus, etólios, atenienses e macedônios, sob a liderança de Cálipo de Siracusa, controlava o trecho mais estreito do desfiladeiro das Termópilas, na costa leste da Grécia Central.<refPausânias, Descrição da Grécia, 10.20.3-5</ref> Durante o ataque inicial, as forças de Breno, líder do exercito gaulês, sofreram pesadas perdas. Assim, ele decidiu enviar uma grande força, comandada por Acicório, para atacar a Etólia. Tal como Breno esperava, os etólios se retiraram das Termópilas para defender seus lares. Segundo Pausânias, apenas metade do grupo que tinha saído para a Etólia retornou. Afinal, Breno encontrou uma maneira de contornar a passagem das Termópilas, quando os celtas descobriram o caminho pelo qual Efialtes de Traquis, duzentos anos antes, havia guiado os persas por ocasião da batalha das Termópilas em 480 a.C.

## Avanço sobre Delfos
Após atravessarem as Termópilas, os gauleses não se preocuparam em atacar as cidades, mas se dirigiram para Delfos, para saquear os tesouros oferecidos ao seu deus. A defesa de Delfos teve ajuda dos focídios das cidades em volta do monte Parnaso e dos etólios, que estavam começando a se sobressair na época. Segundo Pausânias, durante a batalha os gregos tiveram a ajuda de rochas que caíram do monte Parnaso, além de heróis mitológicos: Hipéroco e Amádoco, dos hiperbóreos, e Pirro (filho de Aquiles). Por causa desta ajuda, os habitantes de Delfos passaram a sacrificar a Pirro, que, antes, eles consideravam um inimigo.

## Invasão da Ásia Menor
Uma grande parte de gauleses cruzou o mar Egeu de barco e pilhou as costas da Ásia. Os habitantes de Pérgamo combateram os gauleses e os expulsaram da costa, eles então foram para a região além do rio Sangário e tomaram a cidade frígia de Ancira, que havia sido fundada por Midas, filho de Górdio.